# 黒島 (愛媛県宇和島市)
黒島（くろしま）は、愛媛県宇和島市の蒋淵半島の南約2.1kmに位置する無人島。西宇和郡伊方町にも同名の島があるが別の島である。

## 地理
面積0.19km2、標高141m。中生代四万十層群の砂岩・頁岩の互層からなり、南岸には海食崖が見られる。
1955年（昭和30年）頃まで薪材やテングサ・ヒジキなどが採取されていた。
植生はクロマツとウバメガシの混合林。足摺宇和海国立公園の特別保護地区に指定されている。